# 亚历克莎·莫雷诺
亚历克莎·莫雷诺（西班牙語：Alexa Moreno，1994年8月8日—），墨西哥女子竞技体操运动员，2011年泛美运动会女子团体全能铜牌得主、2018年世界竞技体操锦标赛女子跳马铜牌得主。